# Chiesa di San Pietro in Carcere
San Pietro in Carcere è una ex chiesa di Roma nel rione Campitelli, al clivo Argentario, presso il Foro Romano.

## Storia
Situata su quello che un tempo era il carcere Mamertino, in cui vennero imprigionati e uccisi Vercingetorige, Giugurta e i complici di Catilina, è divenuta chiesa poiché secondo un'antica tradizione, anche i santi Pietro e Paolo furono lì prigionieri.
La trasformazione della cella più bassa in chiesa si fa risalire al IV secolo per volere di papa Silvestro I ma la costruzione della chiesa vera e propria fu effettuata su richiesta del pontefice Paolo III. Nel 1540 la Congregazione dei Falegnami la prese in affitto e nel 1597 fece iniziare i lavori della nuova chiesa, dedicata al loro patrono e chiamata San Giuseppe dei Falegnami, terminati nel 1663.

## Reliquie degli apostoli
La leggenda vuole che san Pietro, scendendo nel Tullianum, cadde battendo il capo contro la parete lasciando in tal modo la propria impronta nella pietra (dal 1720 protetta da una grata). Rinchiusi nella segreta, assieme ad altri seguaci, i due apostoli fecero scaturire miracolosamente una polla d'acqua e riuscirono a convertire e battezzare i custodi delle carceri, Processo e Martiniano, martiri a loro volta. I due apostoli non furono uccisi qui perché san Pietro fu condotto sul colle Vaticano e san Paolo alle Acque Salvie (l'attuale chiesa di San Paolo alle Tre Fontane).